# Mijaíl Kasiánov
Mijaíl Mijáilovich Kasiánov (Михаи́л Миха́йлович Касья́нов /mʲɪxɐˈil mʲɪˈxajləvʲɪtɕ kɐˈsʲjanəf/ nacido el 8 de diciembre de 1957) es un político ruso retirado, ocupó el cargo de Primer ministro de Rusia desde el 7 de mayo de 2000 hasta el 5 de marzo de 2004.

## Primer ministro (2000-2004)
El 17 de mayo de 2000, a propuesta del presidente Vladímir Putin, la Duma del Estado aprobó a Mijaíl Kasiánov como primer ministro. Inmediatamente después de eso, se formó un nuevo gobierno. En él, en particular, se abolió el cargo de primer vice primer ministro (se restableció en noviembre de 2005, cuando Dmitri Medvédev asumió este cargo). El gobierno de Kasyanov ha implementado medidas para transformar sistemáticamente la economía y ha emprendido una serie de reformas estructurales. Entre ellos se encuentran las reformas fiscales, presupuestarias y de pensiones, la liberalización de la regulación monetaria y el comercio exterior, la reforma agraria y las medidas basadas en el mercado para apoyar la agricultura, y otras transformaciones.